# 赤腳的未來/比言語更重要的東西
《赤腳的未來/比言語更重要的東西》（ハダシの未来/言葉より大切なもの）是嵐的第11枚單曲。於2003年9月3日發行。唱片公司為J Storm。

## 概要
- 《SUNRISE日本/HORIZON》以來第二張的雙A面單曲。
- 在嵐的歌曲中，很罕見地使用了直立式麥克風。
- 這兩首歌很頻繁地出現在演唱會的曲目中。

## 收錄曲
1. 赤腳的未來（ハダシの未来）
（作詞、作曲：宮崎步　編曲：CHOKKAKU）
可口可樂廣告歌
歌詞中引用了可口可樂廣告的宣傳詞「no reason」。
2. 比言語更重要的東西（言葉より大切なもの）
（作詞：TAKESHI　作曲：飯田建彥　編曲：石塚知生　Rap詞：櫻井翔）
東京廣播公司連續劇「Stand UP!!」主題歌（二宮和也主演）
3. 赤腳的未來（Original Karaoke）
4. 比言語更重要的東西（Original Karaoke）